# Walther Münch-Ferber

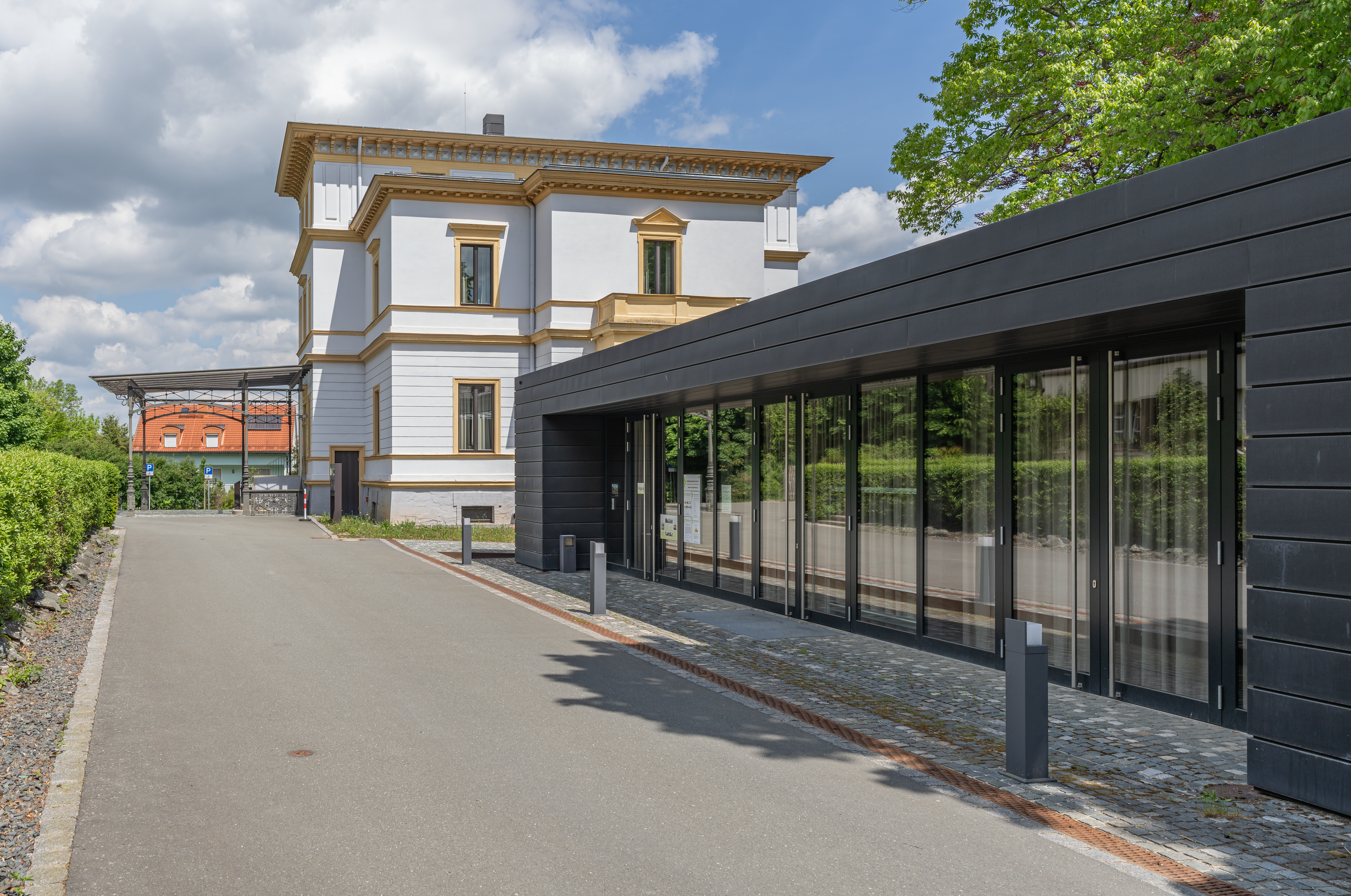
Historische Münch-Ferber-Villa in Hof mit modernem Veranstaltungssaal im Vordergrund

Walther Münch-Ferber (* 13. Dezember 1850 in Hof; † 2. Januar 1931 ebenda) war ein deutscher Unternehmer (Textilfabrikant) und Mitglied des Deutschen Reichstags.

## Leben
Münch-Ferber besuchte die Volksschule und die Lateinschule in Hof, das Pädagogium Keilhau und die Handelsschule in Dresden. 1870/1871 nahm er als Freiwilliger bei der Kavallerie am Deutsch-Französischen Krieg teil und von 1871 bis 1876 hielt er sich im Ausland auf. 1876 übernahm er das väterliche Unternehmen in Hof.
1889 ließ er die Münch-Ferber-Villa im Stil der florentinischen Renaissance errichten, die heute noch in der Münch-Ferber-Straße in Hof steht.
Von 1893 bis Dezember 1904 war er Mitglied des Deutschen Reichstags für den Wahlkreis Oberfranken 1 (Hof, Naila, Rehau, Münchberg) und die Nationalliberale Partei.
In Hof ist die Münch-Ferber-Straße nach ihm benannt.